# Гущина Ряса
Гущина Ряса — река в России, протекает по Липецкой области. Устье реки находится в 3,2 км от устья Ягодной Рясы по правому берегу. Длина реки составляет 40 км, площадь водосборного бассейна — 244 км².
На правом берегу реки находится посёлок Новополянье.

## Данные водного реестра
По данным государственного водного реестра России относится к Донскому бассейновому округу, водохозяйственный участок реки — Воронеж от истока до города Липецк, без реки Матыра, речной подбассейн реки — бассейны притоков Дона до впадения Хопра. Речной бассейн реки — Дон (российская часть бассейна).
Код объекта в государственном водном реестре — 05010100512107000002696.